# St. Margaretha (Freidling)
Die römisch-katholische Filialkirche St. Margaretha in Freidling, einem Ortsteil der Gemeinde Buch am Erlbach im niederbayerischen Landkreis Landshut, gehört zum 2014 gegründeten Pfarrverband Steinzell im Erzbistum München und Freising und zum Dekanat Geisenhausen. Das Patrozinium der heiligen Margareta von Antiochia wird am 20. Juli gefeiert. Die Kirche wird als Baudenkmal unter der Aktennummer D-2-7538-0319 geführt. Ebenso wird die Anlage als Bodendenkmal unter der Aktennummer D-2-7538-0323 mit der Beschreibung „untertägige mittelalterliche und frühneuzeitliche Befunde im Bereich der Kath. Filialkirche St. Margaretha in Freidling, darunter Spuren von Vorgängerbauten bzw. älteren Bauphasen“ genannt.

## Geschichte
Freidling wird erstmals unter Meginward erwähnt, der von 1078 bis 1098 Bischof von Freising war. Damals trat ein Askuvvin de Fritilink („Freidling“) als Zeuge auf. Ab wann es in Freidling eine Kirche gab, ist nicht bekannt. Die heutige Kirche wurde 1771 von dem Erdinger Baumeister Johann Baptist Lethner (die Pfarrei Buch am Erlbach war damals dem Pfleggericht Erding zugeordnet) im Rokokostil errichtet und 1776 geweiht. 1812 sollte die Kirche in Verbindung mit den Wirren der Säkularisation auf Geheiß des Grafen Maximilian von Montgelas abgebrochen werden. Die Steine sollten für den Wiederaufbau der 1811 abgebrannten Pfarrkirche St. Peter in Buch am Erlbach verwendet werden. Dagegen wehrte sich der Freidlinger Oberbauer Lorenz Neumair erfolgreich. Allerdings wurde die Freidlinger Kirche 1813, also nur ein Jahr später, durch einen Brand schwer beschädigt. Dabei wurden unter anderem der Hochaltar und die Glocken vernichtet.
Im Jahr 1986 wurde das Gotteshaus wegen Einsturzgefahr des Kirchenschiffs gesperrt. Am 26. Oktober 1991 wurde die Kirche nach der Renovierung 1990/91 von Weihbischof Heinrich von Soden-Fraunhofen wieder geweiht.

## Architektur

### Außenbau
Die nach Osten ausgerichtete Saalkirche umfasst einen eingezogenen Chor mit einem Joch und einer halbkreisförmigen Apsis sowie ein Langhaus mit drei Jochen und abgerundeten Ecken, die unter einem gemeinsamen Satteldach vereinigt sind. Das Langhaus ist 11,60 Meter lang (mit Chor 18,20 m) und 8,50 Meter breit. Die Sakristei ist am Chorscheitel angebaut. Der Rokokobau wird außen durch einfache und doppelte Pilaster gegliedert. Oberhalb der leicht eingezogenen Rundbogenfenster befinden sich im Chor kleinere dreipassförmige Fenster.
Der vorgelagerte Westturm erhebt sich in quadratischen Geschossen, die von leeren, rundbogigen Blendnischen aufgelockert werden. Der oktogonale Aufsatz ist mit doppelten Eckpilaster verziert. Den oberen Abschluss bildet ein im 19. Jahrhundert (möglicherweise bei der Renovierung 1857) aufgesetzter Spitzhelm. Bei der Renovierung 1990/91 wurde der Turm um einen Meter erhöht und die Kupferbedachung durch Holzschindeln ersetzt.

### Innenraum
Chor und Langhaus werden von einem Tonnengewölbe mit Stichkappen überspannt. Dieses ruht auf marmorierten Pilastern mit Kapitellen, die gleichzeitig die Innenwände gliedern.

## Ausstattung
Der Hochaltar im nachklassizistischen Stil entstand um 1839 nach einem Entwurf des Landshuter Bildhauers Karl Röser. Den Aufbau fertigte der Landshuter Schreiner Ignaz Fleischmann an, die Fassung besorgte Johann Detter, von dem auch das Altarbild stammt. Es stellt im Vordergrund den Kampf Margarethas mit dem Drachen und im Hintergrund ihr Martyrium dar. 1861 wurde von dem Moosburger Maler Johann Geiger Veränderungen am Altarblatt vorgenommen. Der Aufbau des Altares samt Giebelaufsatz wird von Pilastern getragen. Der Altar verfügt über seitliche Durchgänge. Er enthält keine Figuren.
Der rechte Seitenaltar wurde 1917 von dem Freidlinger Oberbauer Mathias Kufner im Andenken an seinen im Ersten Weltkrieg gefallenen Sohn und den vermissten Georg Jahn aus Holzen gestiftet. Er ist als Flügelaltar ausgeführt. Das Altarblatt stellt die Mater Dolorosa vor dem Freidlinger Ortsbild dar. Es wurde von dem Münchner Maler Josef Albrecht geschaffen. Bei geschlossenen Flügeltüren ist ein Marienmonogramm zu sehen.
Die klassizistische Kanzel wurde 1775 von dem Erdinger Schreiner Peter Hamel geschaffen und anschließend von dem Erdinger Maler Johann Niklas gefasst und vergoldet. 1820 kam sie in die Pfarrkirche Buch am Erlbach, die nach dem Brand von 1811 neu eingerichtet wurde. 1846, als die Pfarrkirche im Stile der Neuromanik umgestaltet wurde, brachte man die Kanzel in die Freidlinger Kirche. Ihr gegenüber ist ein Kanzelkreuz aus dem 18. Jahrhundert angebracht.
Die Ausmalung des Innenraums wurde 1915 durch den Münchner Maler Josef Albrecht im Stile des Neorokoko vorgenommen. Die Pilaster samt ihrer Kapitelle und die Apostelkreuze wurden marmoriert.

### Glocken
Im Turm befindet sich seit der Renovierung von 1990/91 zwei Glocken, die im Tonabstand einer großen Sekunde erklingen. Die größere Glocke wurde 1991 von Rudolf Perner aus Passau; sie ist der Kirchenpatronin Margaretha geweiht. Die kleinere Glocke schuf Joseph Bachmair aus Erding bereits im Jahr 1854. Die Glocken im Einzelnen:
| Nr. | Name           | Material | Gussjahr | Gießer                  | Durchmesser [mm] | Gewicht [kg] | Schlagton (HT-1/16) |
| --- | -------------- | -------- | -------- | ----------------------- | ---------------- | ------------ | ------------------- |
| 1.  | St. Margaretha | Bronze   | 1991     | Rudolf Perner, Passau   | 675              | 162          | d2-6                |
| 2.  | -              | Bronze   | 1854     | Joseph Bachmair, Erding | 541              | 75           | f2+3                |